# Salmo 25
El salmo 25  es, según la numeración hebrea, el vigesimoquinto salmo del Libro de los salmos de la Biblia. Corresponde al salmo 24 según la numeración de la Biblia Septuaginta griega, empleada también en la Vulgata latina. Por este motivo, recogiendo la doble numeración, a este salmo también se le refiere como el salmo 25 (24).
Tiene la forma de un poema hebreo acróstico y es el segundo de los siete llamados Salmos Penitenciales. Este salmo tiene una fuerte relación formal con el Salmo 34. Ambos son acrósticos alfabéticos y en ellos falta el verso Waw ya que se le agregó un verso a Pe, una oración de liberación de Israel. Como acróstico, los versículos del salmo están ordenados según el alfabeto hebreo con la excepción de las letras Bet, Waw y Qoph, que juntas -según los intérpretes judíos- hacían referencia a la palabra Gehena (infierno).
El Libro de los Salmos está incluido entre los llamados Libros Sapienciales.

## Citas
En el Comentario Crítico Internacional, Charles Frederick Briggs y Emilie Briggs fechan este salmo en "el período persa anterior a Nehemías" es decir entre aproximadamente 539 y 445 a. C, El predicador bautista reformado del siglo XIX, Charles Spurgeon, afirma que: "evidentemente es una composición de los últimos días de David, porque menciona los pecados de su juventud y de sus dolorosas referencias al arte y la crueldad de sus muchos enemigos, no será demasiado especulativo". Teoría para referirlo al período en que Absalón encabezaba la gran rebelión contra él ".

## Texto
La siguiente tabla muestra el texto en hebreo del Salmo con vocales, junto con el texto en griego koiné de la Septuaginta  y la traducción al inglés de la Versión King James. Tenga en cuenta que el significado puede diferir ligeramente entre estas versiones, ya que la Septuaginta y el Texto masorético provienen de diferentes tradiciones textuales.  Ambas traducciones son de dominio público. En la Septuaginta, este salmo se numera como Salmo 24.
| #  | Hebreo                                                       | Español | Griego |
| -- | ------------------------------------------------------------ | --- | --- |
| 1  | לְדָוִ֡ד אֵלֶ֥יךָ יְ֝הֹוָ֗ה נַפְשִׁ֥י אֶשָּֽׂא׃                                     | (Un salmo de David.) A ti, oh Señor, elevo mi alma.                                                                                 | Ψαλμὸς τῷ Δαυΐδ. - ΠΡΟΣ σέ, Κύριε, ἦρα τὴν ψυχήν μου, ὁ Θεός μου.                                                    |
| 2  | אֱֽלֹהַ֗י בְּךָ֣ בָ֭טַחְתִּי אַל־אֵב֑וֹשָׁה אַל־יַעַלְצ֖וּ אוֹיְבַ֣י לִֽי׃                    | Oh Dios mío, en ti confío: que no me avergüence, que no triunfen sobre mí mis enemigos.                                             | ἐπὶ σοὶ πέποιθα· μὴ καταισχυνθείην, μηδὲ καταγελασάτωσάν με οἱ ἐχθροί μου.                                           |
| 3  | גַּ֣ם כׇּל־קֹ֭וֶיךָ לֹ֣א יֵבֹ֑שׁוּ יֵ֝בֹ֗שׁוּ הַבּוֹגְדִ֥ים רֵיקָֽם׃                        | Sí, que ninguno de los que esperan en ti se avergüence; que se avergüencen los que transgreden sin causa.                           | καὶ γὰρ πάντες οἱ ὑπομένοντές σε οὐ μὴ καταισχυνθῶσιν· αἰσχυνθήτωσαν οἱ ἀνομοῦντες διακενῆς.                         |
| 4  | דְּרָכֶ֣יךָ יְ֭הֹוָה הוֹדִיעֵ֑נִי אֹ֖רְחוֹתֶ֣יךָ לַמְּדֵֽנִי׃                            | Muéstrame tus caminos, Yahveh; enséñame tus sendas.                                                                                 | τὰς ὁδούς σου, Κύριε, γνώρισόν μοι, καὶ τὰς τρίβους σου δίδαξόν με.                                                  |
| 5  | הַדְרִ֘יכֵ֤נִי בַאֲמִתֶּ֨ךָ ׀ וְֽלַמְּדֵ֗נִי כִּֽי־אַ֭תָּה אֱלֹהֵ֣י יִשְׁעִ֑י אוֹתְךָ֥ קִ֝וִּ֗יתִי כׇּל־הַיּֽוֹם׃  | Guíame en tu verdad y enséñame, porque tú eres el Dios de mi salvación; en ti espero todo el día.                                   | ὁδήγησόν με ἐπὶ τὴν ἀλήθειάν σου καὶ δίδαξόν με, ὅτι σὺ εἶ ὁ Θεὸς ὁ σωτήρ μου, καὶ σὲ ὑπέμεινα ὅλην τὴν ἡμέραν.      |
| 6  | זְכֹר־רַחֲמֶ֣יךָ יְ֭הֹוָה וַחֲסָדֶ֑יךָ כִּ֖י מֵעוֹלָ֣ם הֵֽמָּה׃                          | Acuérdate, oh Jehová, de tus piedades y de tus misericordias; porque son desde siempre.                                             | μνήσθητι τῶν οἰκτιρμῶν σου, Κύριε, καὶ τὰ ἐλέη σου, ὅτι ἀπὸ τοῦ αἰῶνός εἰσιν.                                        |
| 7  | חַטֹּ֤אות נְעוּרַ֨י ׀ וּפְשָׁעַ֗י אַל־תִּ֫זְכֹּ֥ר כְּחַסְדְּךָ֥ זְכׇר־לִי־אַ֑תָּה לְמַ֖עַן טוּבְךָ֣ יְהֹוָֽה׃ | No te acuerdes de los pecados de mi juventud, ni de mis rebeliones; según tu misericordia acuérdate de mí por tu bondad, oh Jehová. | ἁμαρτίας νεότητός μου καὶ ἀγνοίας μου μὴ μνησθῇς· κατὰ τὸ ἔλεός σου μνήσθητί μου, σύ, ἕνεκεν χρηστότητός σου, Κύριε. |
| 8  | טוֹב־וְיָשָׁ֥ר יְהֹוָ֑ה עַל־כֵּ֤ן יוֹרֶ֖ה חַטָּאִ֣ים בַּדָּֽרֶךְ׃                         | Bueno y recto es Yahveh; por eso enseñará a los pecadores el camino.                                                                | χρηστὸς καὶ εὐθὴς ὁ Κύριος· διὰ τοῦτο νομοθετήσει ἁμαρτάνοντας ἐν ὁδῷ.                                               |
| 9  | יַדְרֵ֣ךְ עֲ֭נָוִים בַּמִּשְׁפָּ֑ט וִילַמֵּ֖ד עֲנָוִ֣ים דַּרְכּֽוֹ׃                           | A los mansos guiará en el juicio: y a los mansos enseñará su camino.                                                                | ὁδηγήσει πραεῖς ἐν κρίσει, διδάξει πραεῖς ὁδοὺς αὐτοῦ.                                                               |
| 10 | כׇּל־אׇרְח֣וֹת יְ֭הֹוָה חֶ֣סֶד וֶאֱמֶ֑ת לְנֹצְרֵ֥י בְ֝רִית֗וֹ וְעֵדֹתָֽיו׃                   | Todos los caminos de Jehová son misericordia y verdad para los que guardan su pacto y sus testimonios.                              | πᾶσαι αἱ ὁδοὶ Κυρίου ἔλεος καὶ ἀλήθεια τοῖς ἐκζητοῦσι τὴν διαθήκην αὐτοῦ καὶ τὰ μαρτύρια αὐτοῦ.                      |
| 11 | לְמַֽעַן־שִׁמְךָ֥ יְהֹוָ֑ה וְֽסָלַחְתָּ֥ לַ֝עֲוֺנִ֗י כִּ֣י רַב־הֽוּא׃                         | Por amor de tu nombre, Yahveh, perdona mi iniquidad; porque es grande.                                                              | ἕνεκεν τοῦ ὀνόματός σου, Κύριε, καὶ ἱλάσῃ τῇ ἁμαρτίᾳ μου, πολλὴ γάρ ἐστι.                                            |
| 12 | מִי־זֶ֣ה הָ֭אִישׁ יְרֵ֣א יְהֹוָ֑ה י֝וֹרֶ֗נּוּ בְּדֶ֣רֶךְ יִבְחָֽר׃                         | ¿Qué hombre es el que teme a Yahveh?. A él enseñará en el camino que elija.                                                         | τίς ἐστιν ἄνθρωπος ὁ φοβούμενος τὸν Κύριον; νομοθετήσει αὐτῷ ἐν ὁδῷ, ᾗ ᾑρετίσατο.                                    |
| 13 | נַ֭פְשׁוֹ בְּט֣וֹב תָּלִ֑ין וְ֝זַרְע֗וֹ יִ֣ירַשׁ אָֽרֶץ׃                               | Su alma morará tranquila; y su descendencia heredará la tierra.                                                                     | ἡ ψυχὴ αὐτοῦ ἐν ἀγαθοῖς αὐλισθήσεται, καὶ τὸ σπέρμα αὐτοῦ κληρονομήσει γῆν.                                          |
| 14 | ס֣וֹד יְ֭הֹוָה לִירֵאָ֑יו וּ֝בְרִית֗וֹ לְהוֹדִיעָֽם׃                              | El secreto de Jehová está con los que le temen, y él les mostrará su pacto.                                                         | κραταίωμα Κύριος τῶν φοβουμένων αὐτόν, καὶ ἡ διαθήκη αὐτοῦ δηλώσει αὐτοῖς.                                           |
| 15 | עֵינַ֣י תָּ֭מִיד אֶל־יְהֹוָ֑ה כִּ֤י הֽוּא־יוֹצִ֖יא מֵרֶ֣שֶׁת רַגְלָֽי׃                    | El secreto de Jehová está con los que le temen, y él les mostrará su pacto.                                                         | οἱ ὀφθαλμοί μου διὰ παντὸς πρὸς τὸν Κύριον, ὅτι αὐτὸς ἐκσπάσει ἐκ παγίδος τοὺς πόδας μου.                            |
| 16 | פְּנֵה־אֵלַ֥י וְחׇנֵּ֑נִי כִּֽי־יָחִ֖יד וְעָנִ֣י אָֽנִי׃                              | Vuélvete a mí y ten piedad de mí, que estoy desolado y afligido.                                                                    | ἐπίβλεψον ἐπ᾿ ἐμὲ καὶ ἐλέησόν με, ὅτι μονογενὴς καὶ πτωχός εἰμι ἐγώ.                                                 |
| 17 | צָר֣וֹת לְבָבִ֣י הִרְחִ֑יבוּ מִ֝מְּצוּקוֹתַ֗י הוֹצִיאֵֽנִי׃                           | Las angustias de mi corazón se agrandan: Oh sácame de mis angustias.                                                                | αἱ θλίψεις τῆς καρδίας μου ἐπληθύνθησαν· ἐκ τῶν ἀναγκῶν μου ἐξάγαγέ με.                                              |
| 18 | רְאֵ֣ה עׇ֭נְיִי וַעֲמָלִ֑י וְ֝שָׂ֗א לְכׇל־חַטֹּאותָֽי׃                               | Mira mi aflicción y mi dolor; y perdona todos mis pecados.                                                                          | ἴδε τὴν ταπείνωσίν μου καὶ τὸν κόπον μου καὶ ἄφες πάσας τὰς ἁμαρτίας μου.                                            |
| 19 | רְאֵֽה־אֹיְבַ֥י כִּי־רָ֑בּוּ וְשִׂנְאַ֖ת חָמָ֣ס שְׂנֵאֽוּנִי׃                            | Considera a mis enemigos; porque son muchos; y me odian con odio cruel.                                                             | ἴδε τοὺς ἐχθρούς μου, ὅτι ἐπληθύνθησαν καὶ μῖσος ἄδικον ἐμίσησάν με.                                                 |
| 20 | שׇׁמְרָ֣ה נַ֭פְשִׁי וְהַצִּילֵ֑נִי אַל־אֵ֝ב֗וֹשׁ כִּֽי־חָסִ֥יתִי בָֽךְ׃                       | Guarda mi alma, y líbrame; no me avergüences, porque en ti confío.                                                                  | φύλαξον τὴν ψυχήν μου καὶ ῥῦσαί με· μὴ καταισχυνθείην, ὅτι ἤλπισα ἐπὶ σέ.                                            |
| 21 | תֹּם־וָיֹ֥שֶׁר יִצְּר֑וּנִי כִּ֝֗י קִוִּיתִֽיךָ׃                                    | Que la integridad y la rectitud me preserven; porque en ti espero.                                                                  | ἄκακοι καὶ εὐθεῖς ἐκολλῶντό μοι, ὅτι ὑπέμεινά σε, Κύριε.                                                             |
| 22 | פְּדֵ֣ה אֱ֭לֹהִים אֶת־יִשְׂרָאֵ֑ל מִ֝כֹּ֗ל צָרוֹתָֽיו׃                               | Redime a Israel, oh Dios, de todos sus problemas.                                                                                   | λύτρωσαι, ὁ Θεός, τὸν ᾿Ισραὴλ ἐκ πασῶν τῶν θλίψεων αὐτοῦ.                                                            |

Este salmo tiene una fuerte relación formal con el Salmo 34. Ambos son acrósticos alfabéticos, a ambos les falta el versículo que comienza con Waw, y ambos terminan con un versículo extra que comienza con Pe, rezando por la liberación de Israel. Como acróstico, los versículos del salmo están ordenados según el alfabeto hebreo, con la excepción de las letras Bet, Waw y Qoph, que juntas, según los intérpretes judíos, hacen referencia a la palabra gehinom (infierno).

## Estructura
El Salmo 25 (24 en numeración griega) es una súplica al Señor atribuida a David. Es un acróstico: las primeras letras de cada verso leídas verticalmente forman el alfabeto hebreo. Podemos estructurar el Salmo 25 en tres pasajes de oración y dos pasajes de meditación alterna:  
Oración en los versículos 1 al 7, 11 y 16 al 22 y meditación en los versículos 8 al 10 y 12 al 15. Esto destaca la importancia de la oración central del versículo 11 que se encuentra encapsulada allí, por lo que es difícil clasificar el salmo. El movimiento dominante es la queja, pero también está el tema de la oración, la confianza, e incluso el himno en los versículos 8 al 10. Además, este salmo se caracteriza por la confianza del penitente rey David. Esta es la razón por la que desde el siglo VI, la Iglesia comienza el primer domingo de Adviento con los primeros versos cantados en Romano antiguo, entonces gregoriano, esperando la Natividad.
El salmo tiene tres partes. En la primera parte del salmo, David:
1. profesa su deseo hacia Dios:
2. profesa su dependencia de Dios
3. pide la dirección de Dios
4. profesa la infinita misericordia de Dios

En la parte media se dirige a sus propias iniquidades
En la última parte suplica:
1. Gracia de Dios:
2. su propia miseria, angustia, aflicción y dolor.
3. la iniquidad de sus enemigos y la liberación de ellos.
4. Él defiende su propia integridad,

## Ubicación en la estructura de los Salmos
Precediendo al Salmo 25, O. Palmer Robertson identifica una secuencia de cinco Salmos que contribuyen de manera pertinente a la narrativa del establecimiento de la dinastía de David.
Los salmos inmediatamente anteriores son «Los salmos de la cruz, la vara y la corona»:
- La Cruz (Salmo 22): El Salmo 22 se considera a menudo un salmo mesiánico, que describe proféticamente el sufrimiento y la crucifixión de Jesucristo. La vívida descripción de la agonía y la súplica de la presencia de Dios se alinean con la narrativa de la crucifixión.

- El cayado (Salmo 23): El Salmo 23, conocido como el Salmo del Pastor, se convierte en una metáfora pastoral. Representa a Dios como el pastor bondadoso, que guía y provee a su pueblo. El cayado, o cayado del pastor, simboliza la guía, el cuidado y la protección.

- La corona (Salmo 24): El Salmo 24 enfatiza la realeza de Dios y su gloria. A menudo se ve como un salmo de coronación, que celebra la entrada triunfal del Rey de la Gloria. El tema de la soberanía y la realeza se relaciona con la corona.

En el contexto de los salmos acrósticos, los eruditos, como O. Palmer Robertson, los perciben como componentes de transición entre temas distintos. Además, estos salmos acrósticos tienen un doble propósito, ya que funcionan como herramientas mnemotécnicas e instrumentos pedagógicos para transmitir instrucción.
El Salmo 25:8 afirma la bondad y rectitud inherentes del Señor, aclarando así su compromiso de instruir a los que transgreden en el camino de la justicia. Después del Salmo 25, se hace perceptible el hilo temático relativo a la instrucción, lo que marca una notable aparición de términos asociados a la enseñanza. Antes de este punto en el Salmo 25, los términos «enseñar» o «enseñanza» brillan por su ausencia, un fenómeno que se extiende a lo largo del Salmo 34.

## Comentarios

### De la iglesia católica

#### A todo el salmo
Este salmo, aunque marca el inicio de una nueva serie, mantiene una conexión clara con el anterior. El orante ahora eleva su alma a Dios y no a falsos dioses (cf. Sal 24,4), mostrando así quién es el verdadero justo que teme al Señor y puede entrar en su presencia.
La oración comienza con una súplica general por liberación (vv. 1-3), que luego se concreta en dos peticiones clave: ser guiado por la Ley de Dios y recibir su perdón (vv. 4-7). A continuación, el salmista medita sobre la actitud de Dios: primero resalta su bondad (vv. 8-10), luego, tras una breve súplica de perdón (v. 11), describe las bendiciones reservadas para quienes temen al Señor (vv. 12-15). El salmo concluye con nuevas súplicas de perdón, de protección frente a los enemigos y de fidelidad ante Dios (vv. 16-21). Finalmente, fuera de la estructura alfabética que organiza el salmo, se añade una breve oración por todo Israel (v. 22). Además de las peticiones de perdón y auxilio, el salmo destaca la necesidad de ser instruido internamente por Dios para seguir sus caminos. Esta súplica se hace eco de la promesa de Jesús de enviar al Espíritu de la Verdad, quien enseñará y recordará sus palabras, por lo que el creyente pide al Padre los dones del Espíritu Santo para ser fiel a su voluntad.

#### A los versículos 1-3
La expresión «levantar el alma» al Señor refleja el anhelo profundo de ofrecer la propia vida a Dios, confiándole el interior del ser. En este salmo, el término «alma» ocupa un lugar central, al igual que los conceptos de «confiar» y «esperar» (vv. 2, 21), así como la súplica de «no quedar avergonzado» (vv. 2, 20), que expresa la esperanza de no ser defraudado por Dios.
La referencia a los «traidores sin motivo» (v. 3) puede entenderse en una doble dirección: por un lado, como los enemigos del orante que le persiguen sin causa justa, y por otro, como aquellos que han abandonado la fidelidad a Dios para seguir a los ídolos, rompiendo la Alianza. Ambas interpretaciones se entrelazan en el salmo, donde la traición a Dios y la hostilidad hacia el justo aparecen como manifestaciones del mismo rechazo a la verdad y a la fidelidad.

#### A los versículos 4-11
Se pide al Señor ser instruido en sus caminos porque solo Él puede guiar al hombre hacia la salvación (vv. 4-5). La súplica se fundamenta en su misericordia, su amor y su bondad eternos (vv. 6-7). En este contexto, los términos «pecadores» y «humildes» aparecen en paralelo, señalando que la verdadera humildad consiste en reconocer el propio pecado ante Dios. Las palabras de estos versículos se realizan plenamente en la venida de Jesucristo, quien es el camino, la verdad y la vida, y quien vino precisamente a salvar a los pecadores y a revelar la misericordia del Padre. Su vida, muerte y resurrección manifiestan con claridad el rostro compasivo de Dios y hacen efectiva esta instrucción interior prometida por el salmo pues 

...todas las sendas del Señor son misericordia y verdad ¿Qué caminos les enseñará sino la misericordia, con la cual se aplaca, y la verdad, por la que es insobornable? Ejerce la una en unos, condonando el pecado, y la otra en otros, juzgando los méritos. Y por eso todos los caminos del Señor son las dos venidas del Hijo de Dios: la una de misericordia, la otra de juicio. Por tanto, se acerca al Señor, siguiendo sus caminos, el que viéndose librado, sin merecimiento alguno propio, depone la soberbia y, en adelante, evita la severidad del que lo escudriña todo porque ha experimentado la clemencia del que vino en su ayuda.

La súplica de perdón se sitúa en el centro del salmo, no solo por su posición literaria, sino por su contenido teológico: es en el perdón donde se revela la misericordia y la bondad del Señor (cf. v. 7), que son el verdadero fundamento de la confianza del creyente. De ahí que esperar en Dios no sea un acto pasivo, sino una respuesta activa de fe ante su amor que siempre perdona y guía.

No dudéis del perdón por grandes que sean vuestras culpas; la magnitud de su misericordia perdonará, sin duda, la enormidad de vuestros muchos pecados.

#### A los versículos 12-22
Temer al Señor implica vivir en fidelidad a sus mandamientos; este temor reverente conlleva bendiciones concretas: sustento para la vida, descendencia y un conocimiento profundo del amor divino (vv. 12-14). Este santo temor impulsa a una vida de oración continua, centrada especialmente en la súplica de perdón (v. 18), tanto por los pecados cometidos en la juventud (cf. v. 7) como por las faltas conscientes o inconscientes contra la Ley.
Solo quien ha experimentado el perdón de Dios puede ser liberado de la angustia interior (vv. 17-18), pues la reconciliación con Él restaura la paz del alma. Al mismo tiempo, quien se acoge a la protección divina encuentra seguridad y respeto incluso ante sus adversarios (vv. 19-21), ya que la defensa del Señor lo sostiene frente a la maldad. La súplica final por Israel, aunque añadida fuera de la estructura alfabética del salmo, extiende a todo el pueblo la experiencia de salvación vivida por el orante (cf. v. 17), mostrando que la gracia de Dios no es solo individual, sino también comunitaria.

## Usos

### Judaísmo
- El versículo 4 se recita de manera receptiva durante la repetición de la Amidà en Rosh Hashaná .[20]
- El versículo 6 es el tercer verso de V'hu Rachum en Pesukei Dezimra parte del primer párrafo del largo Tajanún recitado los lunes y jueves y parte del último párrafo del Tajanún regular.[21]

### Iglesia católica
Tradicionalmente, en los monasterios este salmo se rezaba, desde principios de la Edad Media, durante el servicio matutino del domingo, según San Benito de Nursia. San Benito distribuyó alrededor del año 530 desde el salmo 21 al salmo 109 a los maitines, que tienen un orden numérico en la Liturgia de las Horas. Por otra parte, presumiblemente bajo el Papa San Gregorio I los versos de "Mi dios mi vida" se convirtieron en la primera canción del año litúrgico de la Iglesia de Roma.
En la actualidad el Salmo 25 se recita o canta en el servicio del mediodía el jueves de la primera semana. Para facilitar la comprensión se le asigna a cada salmo un título en rojo (rúbrica) que no forma parte del salmo. El título del Salmo 25 es Oración por toda clase de necesidades.
Es probable que quien celebrara la misa recitara el primer verso "Ad te Domine levavi" (A Ti, Señor, me levanto). Anteriormente, la Iglesia rezó esto durante la vigilia de Navidad. Sin embargo, el Papa San Gregorio I adoptó el Adviento para la unidad del cristianismo, de acuerdo con la tradición de la iglesia oriental. En consecuencia, la Iglesia celebra este inicio del año litúrgico con este salmo, más precisamente el introito Ad te levavi en gregoriano, rindiendo homenaje a este santo, durante toda la Edad Media. Los libros de canto gregoriano restaurados como el Liber gradualis (1883), la Edición Vaticana (1908) también respetaron esta tradición. Además, como el canto gregoriano fue oficial después del motu proprio Solicitudes entre deberes pastorales en 1903, así como hasta el Concilio Vaticano II, todas las iglesias, incluidas las parroquias, celebraron el primer domingo de Adviento con este A ti mi alma. Además, el salmo 25 fue nuevamente citado en la canción de la misa del domingo, durante el ofertorio. El compositor carolingio adoptó otra melodía mientras que el texto es el del salmo "Ad te Domine levavi" (A Ti, Señor, me levanto), con la excepción del versículo "Él espera" en lugar de "Él será el sustituto". Este salmo se caracteriza por la confianza de David, el rey penitente. Por eso desde el siglo VI la Iglesia comienza el primer domingo de Adviento con los primeros versos cantados como el Introito en el antiguo romano y gregoriano, en espera de la Natividad.

### Cristianismo protestante
Una encuesta de organistas en la Iglesia reformada neerlandesa (de mayo de 2000 a mayo de 2001) reveló que el Salmo 25 es el tercer salmo más cantado en los servicios de adoración reformada. Solo el Salmo 119 y el Salmo 89 son cantados con más frecuencia.

## Configuraciones musicales
El compositor checo Antonín Dvořák puso los versículos 16-18 y 20 a la música en sus Canciones bíblicas (1894).